# Horský park

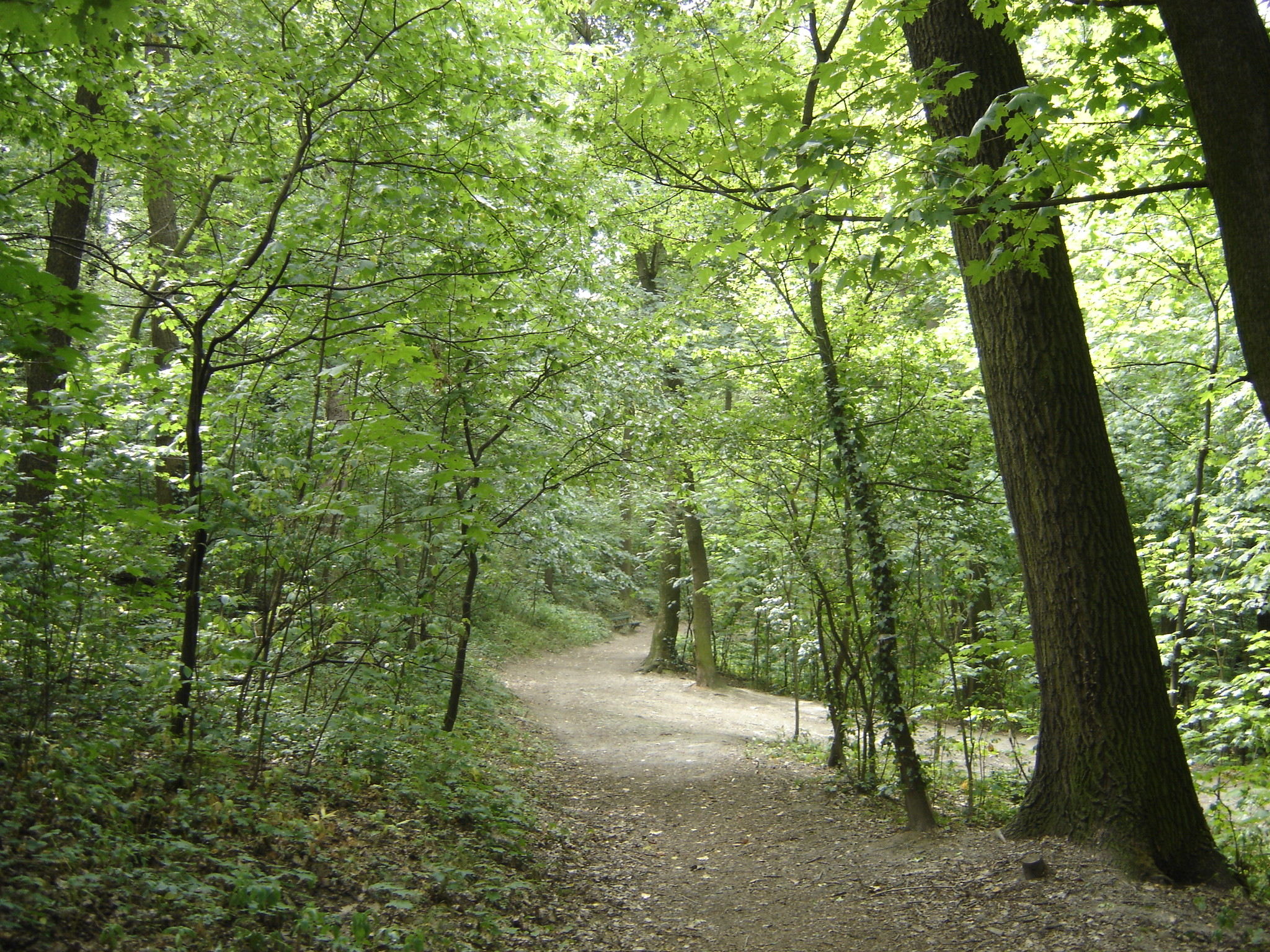
Horský park

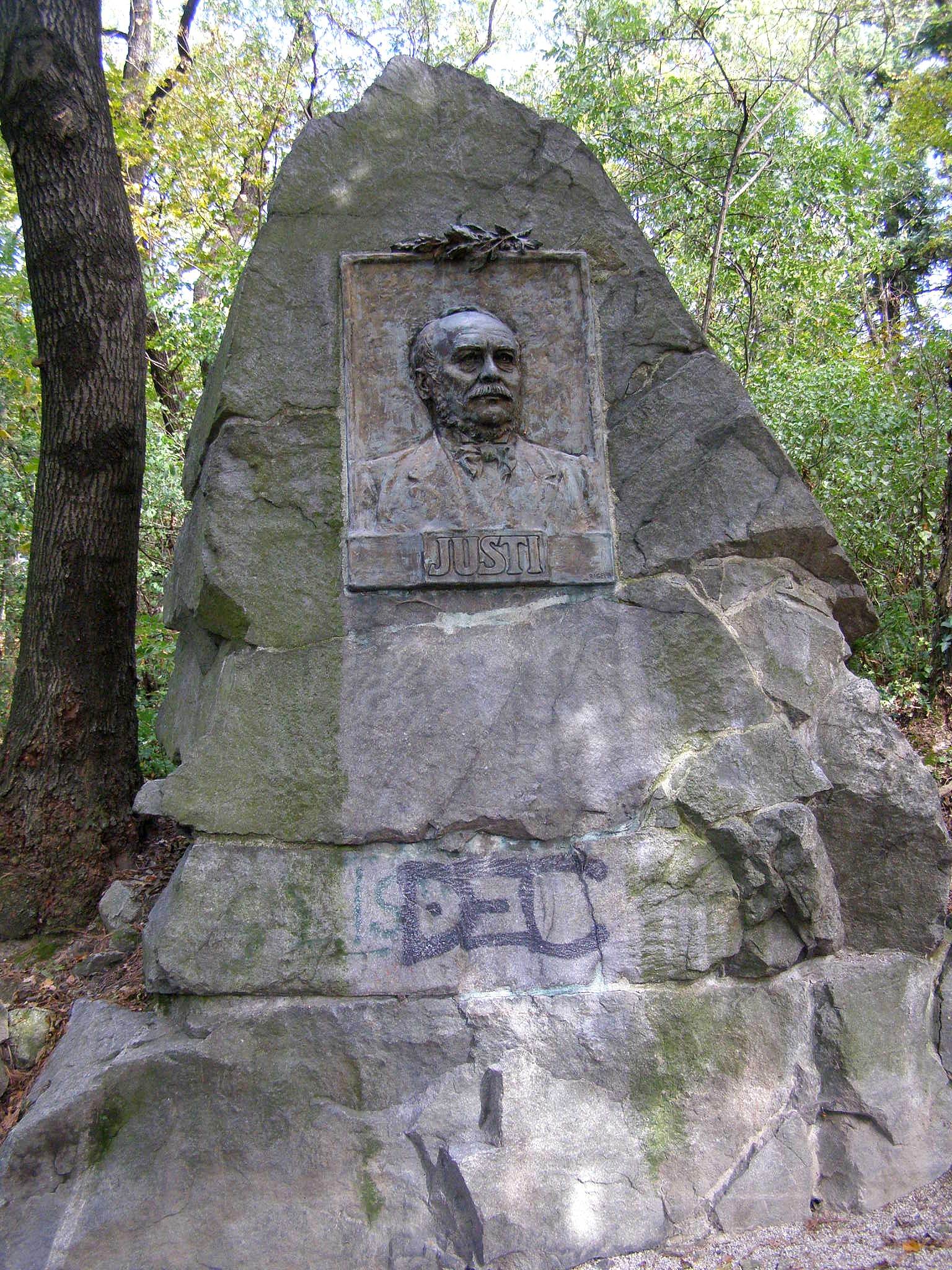
Justi-Denkmal

Der Horský park (deutsch Gebirgspark) ist ein 22 ha großer Stadtpark im Stadtteil Staré Mesto in der slowakischen Hauptstadt Bratislava. Er liegt ungefähr zwischen den Straßen Búdkova, Hroboňova, Lesná, Novosvetská und Francúzskych partizánov, auf einer Höhe von zwischen 185 m n.m. und 260 m n.m. Trotz der geographischen Nähe zum Zentrum der Stadt weist der Park weitgehend noch ursprüngliche Flora und Fauna auf.
Angelegt wurde der Park 1868 auf Betreiben des damaligen Bürgermeisters Heinrich Justi, im vorhandenen Buchen- und Eichenwald, im Stil eines englischen Parks. Die Betreuung wurde vom Preßburger Verschönerungsverein übernommen. Neben den Wegen, Bänken und sonstiger Parkarchitektur ließ der Verein im Jahr 1907 25 Tafeln mit Auszügen aus den Gedichten bedeutender Dichter im damaligen Königreich Ungarn aufstellen. Zu den ursprünglichen Baumarten kamen später z. B. Eiben, Ginkgo, Linden, Tannen und exotische Kieferngewächse. Ursprünglich reichte der Park bis zum Berg Slavín.
Im Zentrum des Parks findet man das Justi-Denkmal, das 1908 vom Pressburger Bildhauer Alois Rigele gefertigt wurde. Ebenfalls von Alois Rigele stammt das Denkmal des Botanikers Johann Andreas Bäumler, das den Eingang von der Straße Nekrasovova ziert. Ein populärer Anziehungspunkt ist das renovierte Forsthaus mit einem Garten samt Spielplatz und Café.